# TSV Schwieberdingen
El TSV Schwieberdingen es un club de fútbol de Alemania, de la ciudad de Schwieberdingen en Baden-Wurtemberg. Fue fundado el 1 de agosto de 1906 y juega en la Bezirksliga.